# أبراهام السرفاتي
أبراهام ألبير سرفاتي (16 يناير 1926 – 18 نوفمبر 2010) هو مهندس وسياسي يهودي مغربي. تزعم أواخر الستينات وبداية السبعينات منظمة إلى الأمام الماركسية اللينينية بالمغرب. اعتقل سنة 1975 وحكم عليه بالمؤبد وفي 1991 أُبعد إلى فرنسا, وعاد إلى المغرب سنة 1999 بمبادرة من ملك المغرب محمد السادس. تزوج من الحقوقية الفرنسية كريستين دور السرفاتي.

## البدايات
وُلد أبراهام السرفاتي في 16 يناير 1926 بمدينة الدار البيضاء وسط أسرة أندلسية سفاردية يهودية من مدينة طنجة شمال المغرب، حيث أن أجداده هربوا من محاكم التفتيش الإسبانية. هو خريج المدرسة الوطنية العليا للمناجم في باريس، وبدأ عمله في الخمسينات بمناجم الفوسفات. تولى عام 1958 منصب مدير ديوان كاتب الدولة المغربي للإنتاج الصناعي والمعادن، ثم كلف بمهمة بديوان الزعيم الاشتراكي المغربي عبد الرحيم بوعبيد، وكان آنذاك وزير الاقتصاد الوطني.

لم يكن في يوم من الأيام مهتما بالهجرة إلى إسرائيل أو حتى بالجنسية الإسرائيلية، كان معارضًا لـقانون العودة، وكان يؤيد إنشاء دولة فلسطينية. وعن تباعده عن الصهيونية يقول السرفاتي:
| أبراهام السرفاتي | قد كان عمري عشر سنوات في عام 33 حين قال لي والدي ذات يوم في كنيس بشأن رجل يكثر الصلاة لكنه منافق، قال لي: إنه صهيوني والصهيونية لا تمت بأي صلة إلى ديننا، ففي هذا الجو وهذا التصور نشأت في كنف اليهودية المغربية المرتبطة منذ آلاف السنين بروح الأخوة مع الإسلام بشكل عام والإسلام في المغرب بصورة خاصة | أبراهام السرفاتي |

## مسيرته السياسية
انضم أبراهام السرفاتي في فبراير 1944 إلى الشبيبة الشيوعية، ولدى وصوله إلى فرنسا في عام 1945، التحق بالحزب الشيوعي الفرنسي. في الستينات أصبح زعيما لمجموعة (إلى الأمام) الماركسية اللينينية في المغرب، ودخل العمل السري، وكان ينتقد الأحزاب السياسية بسبب بطء العملية الديمقراطية، إلى حين اعتقاله عام 1975، والحكم عليه بالمؤبد. قضى سبعة عشر عاما في السجن بتهمة الإخلال بالأمن العام، والتشكيك في مغربية الصحراء الغربية، وصار رمزا للمساجين السياسيين المغاربة الذين طرحت المنظمات الدولية لحقوق الإنسان قضاياهم لسنوات عديدة.
برز دوليا بسبب مواقفه المعارضة والمتشددة تجاه نظام الحسن الثاني، الذي سجنه لعدة سنوات خلال سنوات الرصاص، حيت تم تعذيبه وسجنه تحت الأرض لمدة خمسة عشر شهرا (درب مولاي الشريف). أطلق سراحه عام 1991، وأبعد إلى فرنسا بدعوى حمله للجنسية البرازيلية، وكان والده قد عمل لفترة في البرازيل، وتلك الحجة هي التي برر بها إدريس البصري قرار إبعاد السرفاتي من البلاد. وقد رفض الهجرة إلى إسرائيل وبقي ينتظر العودة إلى وطنه المغرب حتى سمح له بذلك الملك محمد السادس فعاد إلى المغرب واستقر فيه من جديد في سبتمبر عام 1999. وقد أمن له الملك محمد السادس ظروف إقامة محترمة، وأعاد له جواز سفره المغربي، واستقر في المحمدية مع زوجته كريستين دور التي كانت دائما سنده. وفي بادرة رد اعتبار عيّنه مستشارا لدى المكتب الوطني للأبحاث والتنقيب عن النفط. أصدر كتابا مشتركا مع زوجته كريستين عن تلك الفترة، عنوانه ذاكرة الآخر والذي نشر في عام 1993.

## وفاته
توفي حوالي الساعة التاسعة صباحا في 18 نوفمبر 2010 بإحدى المصحات بمراكش عن سن يناهز 84 سنة وجرت مراسيم تشييع جثمانه بالمقبرة اليهودية بالدار البيضاء.‘‘‘‘‘‘‘

## ذكراه
2014
- إهداء موريس السرفاتي مكتبة والده أبراهام السرفاتي لفائدة المكتبة الوطنية للمملكة المغربية.[13]